# Contea di Ottawa (Kansas)
La contea di Ottawa in inglese Ottawa County è una contea dello Stato del Kansas, negli Stati Uniti. La popolazione al censimento del 2000 era di 6 163 abitanti. Il capoluogo di contea è Minneapolis